# 網代漁港 (静岡県)
網代漁港（あじろぎょこう）は、静岡県熱海市網代にある第3種漁港。大型定置網で知られる漁港である。

## 概要
- 管理者 - 静岡県[1]

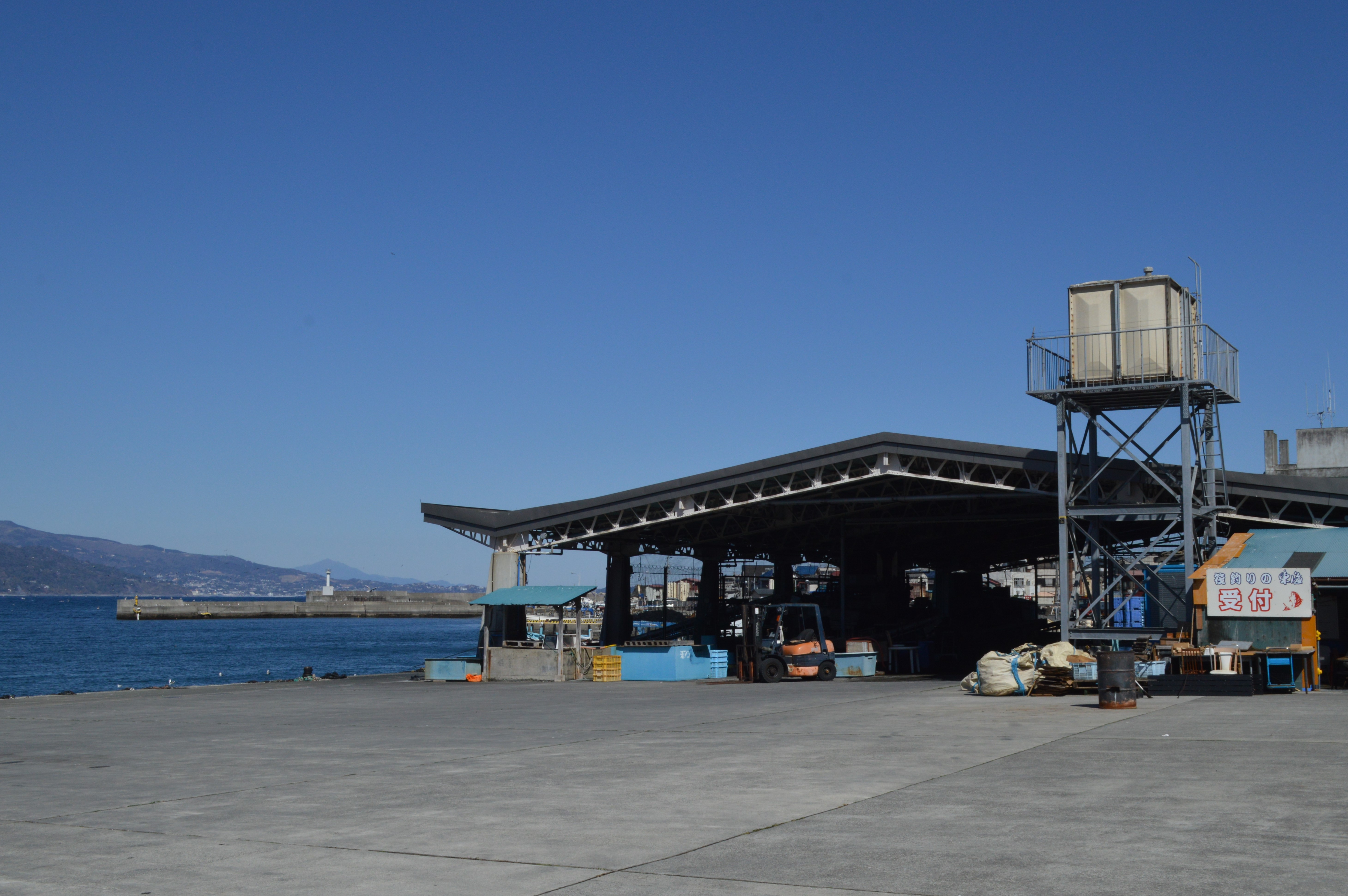
網代漁協の施設

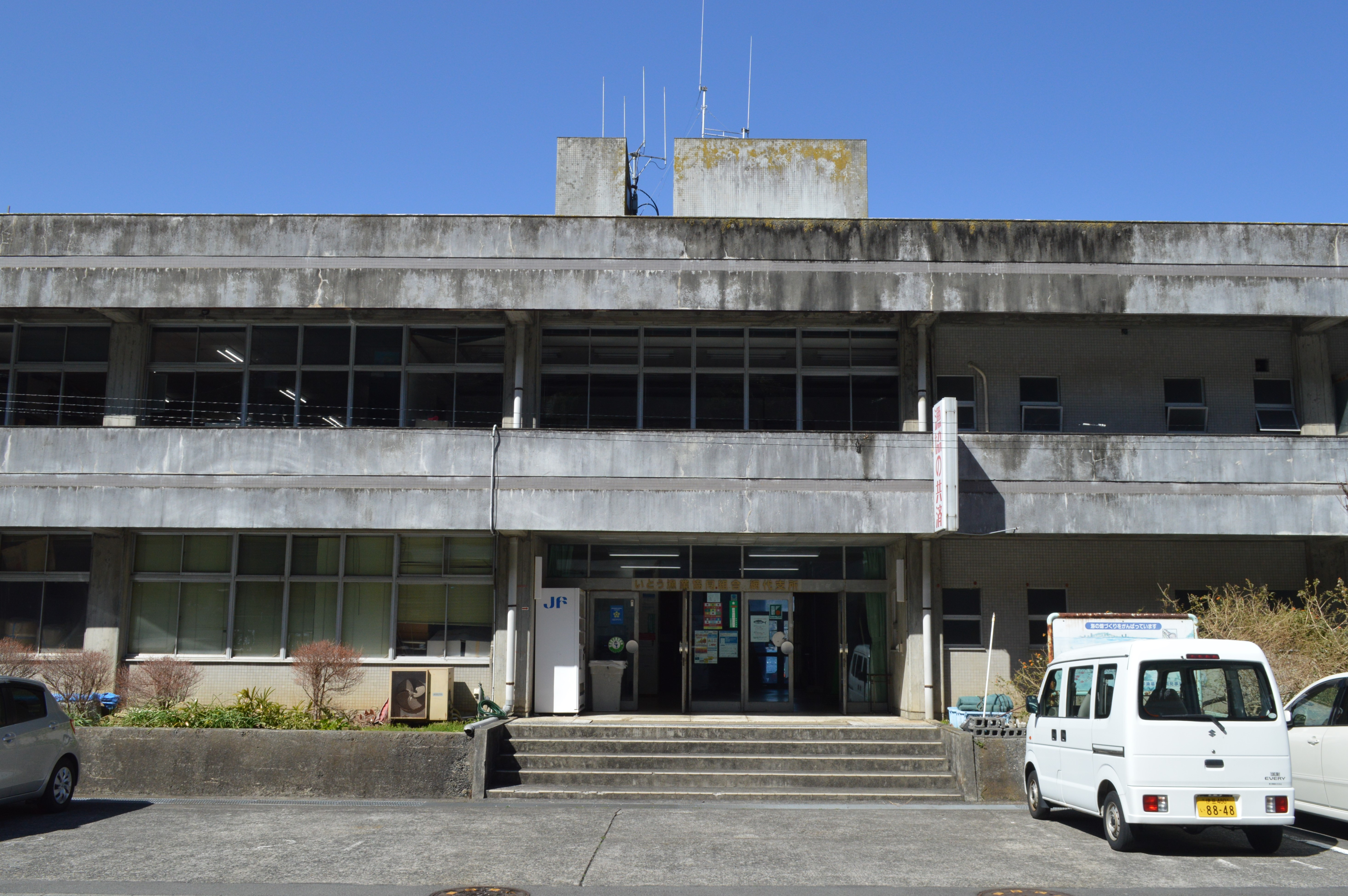
いとう漁業協同組合網代支所

- 漁業協同組合 - いとう漁業協同組合網代支所[1]
- 組合員数 - 834名（2001年12月時点）
- 漁港番号 - 2630020[1]

## 沿革
- 1951年（昭和26年）8月21日 - 第3種漁港に指定[2]。
- 2010年（平成22年） - 網代港漁業協同組合が伊東市漁業協同組合に吸収合併され、いとう漁業協同組合網代支所になる[3]。
- 2016年（平成28年）7月 - 防波堤等への関係者以外の立入禁止徹底の開始[4]。

## 主な魚種
- アジ類
- タイ類
- ブリ
- イワシ
- ソウダガツオ

## 主な漁業
- 大型定置網
- 海面養殖業（タイ類）
- 海面養殖業（ブリ）
- 小型定置網

## 店舗
- 網代港直売所 - 西部

## その他
- 伊豆網代灯台・港北防波堤 - 北東部
- 海上釣り堀（太公望・東海） - 西部

## イベント
- 網代ベイフェスティバル（阿治古神社例大祭） - 7月下旬